# Oidiodendron myxotrichoides
Oidiodendron myxotrichoides är en svampart som beskrevs av M. Calduch, Gené & Guarro 2002. Oidiodendron myxotrichoides ingår i släktet Oidiodendron och familjen Myxotrichaceae.   Inga underarter finns listade i Catalogue of Life.